# Predmenstruacijski sindrom
Predmenstruacijski (premenstrualni) sindrom je stanje verjetno zaradi hormonskih vzrokov, ki se pojavi nekaj dni pred menstruacijo in se kaže kot napetost spodnjega dela trebuha, edemi, čustvena labilnost, glavobol, pomanjkanje apetita in odpor do določene hrane, napetost dojk, zaprtje in slabša sposobnost koncentracije. Pojavi se 7 do 10 dni pred nastopom menstruacije in izzveni običajno v nekaj urah po njenem nastopu.

## Vzrok
Točen mehanizem nastanka predmenstruacijskih motenj ni poznan, obstaja pa več teorij o patofiziologiji (vpletenost steroidnih hormonov, serotonergičnega sistema itd.). Vlogo naj bi imeli različni endokrini dejavniki (hipoglikemija in druge spremembe presnove ogljikovih hidratov, hiperprolaktinemija, nihanja v krvnih koncentracijah estrogena in progesterona, nenormalni odziv telesa na estrogen in progesteron, prekomerne vrednosti aldosterona in ADH ...).

## Simptomi
Pogosti simptomi pri predmenstruacijskem sindromu so:
- otečene in napete dojke
- aknavost
- napenjanje in pridobitev telesna mase
- bolečine, zlasti glavobol in bolečine v sklepih
- želja po določeni hrani
- razdražljivost, nihanje razpoloženja, napadi joka, potrtost

## Zdravljenje
Zdravljenje predmenstruacijskega sindroma je simptomatsko, s pomočjo zdravil, diete in svetovanja. Prvi korak pri blažitvi simptomov je zdrav življenjski slog, Priporoča se uživanja velikih količin vode, uživanje manjših obrokov hrane večkrat dnevno, raznolika, zdrava prehrana, telesna aktivnost ... Protibolečinska zdravila, kot sta aspirin in ibuprofen, pomagajo pri lajšanju bolečin. Kontracepcijske tabletke lahko poslabšajo ali ublažijo simptome. V Sloveniji se specifična zdravila za zdravljenje predmenstruacijskega sindroma ne uporabljajo, ponekod, na primer v ZDA, pa uporabljajo zaviralce ponovnega privzema serotonina.